# Kitaibelia balansae
Kitaibelia balansae är en malvaväxtart som beskrevs av Pierre Edmond Boissier. Kitaibelia balansae ingår i släktet Kitaibelia och familjen malvaväxter. Inga underarter finns listade i Catalogue of Life.